# 4K!
4K!, celým názvem maďarsky Negyedik Köztársaság Párt, byla levicová politická strana v Maďarsku, která se mezi lety 2012 a 2016 pokusila zaujmout mladou generaci a levicově smýšlející voliče v Budapešti a velkých městech.

## Historie
Hnutí 4K! – Negyedik Köztársaság Mozgalom (4K! - Hnutí Čtvrtá republika) vzniklo ve druhé polovině roku 2007, jako přátelská organizace mladých lidí s aktivním přístupem k životu. Na politickou stranu se přeorganizovala na jaře 2012, s cílem kandidovat v parlamentních volbách 2014. Zastávala vlastenecké a sociálnědemokratické ideje, ale vyslovila se i pro legalizaci marihuany. V parlamentních volbách 2014
strana získala 1 897 hlasů, 0,04%. Ve volbách do Evropského parlamentu v témže roce nekandidovala.
Dne 9. října 2016 strana ukončila činnost a byla rozpuštěna.

## Volební výsledky

### Volby do Zemského sněmu
| Volby | Počet hlasů | Hlasy v % | Počet mandátů | Mandáty v % | Úloha v parlamentu |
| ----- | ----------- | --------- | ------------- | ----------- | ------------------ |
| 2010  | —           | —         | —             | —           | mimo parlament     |
| 2014  | 1 897       | 0,04      | —             | —           | mimo parlament     |

### Volby do Evropského parlamentu
| Volby | Počet hlasů | Hlasy v % | Počet mandátů | Politická skupina EP | Evropská strana |
| ----- | ----------- | --------- | ------------- | -------------------- | --------------- |
| 2009  | —           | —         | —             | —                    | —               |
| 2014  | —           | —         | —             | —                    | —               |